# 大西部主線
大西部主線（英語：Great Western Main Line）是自英國倫敦帕丁頓車站向西前往西英格蘭和南威爾斯方向的英國幹線鐵路路線。起點是倫敦帕丁頓車站，終點是布里斯托聖殿草地站。此外大西部主線還擁有多條支線，包括雷丁-湯頓線及南威爾斯主線。
本線東段（帕丁頓至希斯及哈靈頓）已於1998年完成電氣化。英國鐵路網公司原定計劃於2016年之前將本線全線電氣化，但在2016年切柏咸車站至布里斯托聖殿草地車站段的電氣化工程因成本增加兩倍而被無限期推遲完工日期。

## 歷史
本線由大西部鐵路建造，由伊桑巴德·金德姆·布魯內爾設計，最初是一條使用寬軌距（2,134 毫米）的雙軌線路，並於 1838 年至 1841 年期間分階段開通。最後一段完工路段位於奇彭納姆和巴斯之間，於 1841 年 6 月箱隧道完工後開放。
為了將城際列車125引入本線，本線曾於1970年代進行改造，以提高本線的最高列車速度。
1990年代中期，本線東段（帕丁頓至希斯及哈靈頓）展開電氣化工程，以配合希思羅機場快線列車服務的開通。

## 路線
本線服務的社區包括西倫敦（阿克頓、伊靈、漢威爾、紹索爾、希斯、哈靈頓及西德雷頓）、斯勞、梅登黑德、雷丁、迪德科特、斯溫頓、奇彭納姆、巴斯、凱恩舍姆和布里斯托等。
由倫敦至迪德科特，本線主要於泰晤士河谷內行走，並三次跨越泰晤士河。穿過位於奇彭納姆和巴斯之間的箱隧道（Box Tunnel）後，本線沿雅芳河谷前往布里斯托。
位於斯溫頓以西的鐵路交匯處使列車可改經南威爾士主線前往布里斯托。

## 列車服務
本線大部分列車服務由大西部鐵路公司提供。伊利沙伯線則於本線帕丁頓至雷丁段提供通勤列車服務。縱貫鐵路亦於本線牛津至雷丁段提供列車服務。

## 意外及事故
- 斯勞鐵路事故 – 1900 年 6 月 16 日 – 一列從帕丁頓開往法爾茅斯碼頭的特快列車在危險情況下通過了兩組信號燈，並與一列開往溫莎的短途列車相撞。五名乘客遇難，35 人重傷。[10]
- 伊靈鐵路事故 – 1973 年 12 月 19 日 – 一列從帕丁頓開往牛津的火車脫軌，原因是牽引火車的 52 型「西部」機車的電池箱蓋鬆動撞到了線路旁的設備，導致火車下方的一組轉轍器移位。事故造成十名乘客遇難，九十四人受傷。[11]
- 紹索爾鐵路事故 – 1997 年 9 月 19 日 – 由大西部鐵路公司運營、從斯旺西到帕丁頓的城際列車125未能在紅色信號燈處停車，並與進入紹索爾貨場的貨運列車相撞。 7人死亡，139人受傷。該事件嚴重損害了公眾對鐵路系統安全的信心。結果發現列車的自動預警系統出現故障，司機走神（彎腰收拾行李）。[12]大西部鐵路公司因違反與事故有關的健康和安全法而被罰款 150 萬英鎊。
- 拉德伯克街鐵路事故 – 1999 年 10 月 5 日 – 從帕丁頓到貝德溫（Bedwyn）的泰晤士列車服務在一處龍門架（該架保護單向和雙向使用線路之間的一組主要（交叉）轉轍器）發出危險信號後仍繼續前進。火車以反方向沿著線路行駛，並被另一列從切爾滕納姆溫泉到帕丁頓的大西部鐵路列車以大約 210 公里/小時的接近速度正面撞上。包括兩名司機在內的 31 人死亡，520 多人受傷。泰晤士列車因違反健康和安全法被罰款 200 萬英鎊。[13]根據 1974 年《工作健康與安全法》，Railtrack （英國鐵路網公司前身）承認了與事故有關的指控。它隨後被罰款 400 萬英鎊，並被勒令支付 225,000 英鎊的費用。[14]